# G-moll

Znaki chromatyczne w gamie g-moll

Diagram akordu g-moll dla gitary

g-moll – gama oparta na skali molowej, której toniką jest g.
Gama g-moll w odmianie naturalnej (eolskiej) zawiera dźwięki: g, a, b, c, d, es, f. W zapisie tonacji g-moll występują dwa bemole.
Gama g-moll w odmianie harmonicznej (z VII stopniem podwyższonym o półton):
Gama g-moll w odmianie doryckiej (z VI i VII stopniem podwyższonym o półton w stosunku do gamy g-moll naturalnej):
Równoległą (pararelną) gamą durową jest B-dur, jednoimienną durową – G-dur.
Nazwa g-moll oznacza także akord, zbudowany z pierwszego (g), trzeciego (b) i piątego (d) stopnia gamy g-moll.
| Akord g-moll | Audio playback is not supported in your browser. You can download the audio file. |

Znane dzieła w tonacji g-moll:
- Antonín Dvořák – II Koncert fortepianowy
- Wolfgang Amadeus Mozart – XL symfonia (KV 550), XXV symfonia (KV 183, 173d B)
- Antonio Vivaldi – Koncert op. 8 nr 2 „Lato” (L’Estate)
- Antonio Vivaldi – Koncert na flet i orkiestrę op. 10 nr 2 g-moll „Noc” (La Notte)
- Fryderyk Chopin – Ballada g-moll
- Tomaso Albinoni – Adagio g-moll na smyczki i organy